# Tar-kő
Tar-kő är ett berg i Ungern.   Det ligger i provinsen Heves, i den norra delen av landet, 120 km nordost om huvudstaden Budapest. Toppen på Tar-kő är 855 meter över havet.
Terrängen runt Tar-kő är huvudsakligen kuperad. Runt Tar-kő är det ganska tätbefolkat, med 199 invånare per kvadratkilometer. Närmaste större samhälle är Eger, 19,5 km söder om Tar-kő. I omgivningarna runt Tar-kő växer i huvudsak lövfällande lövskog.